# Listă de scrieri utopice
Aceasta este o listă de scrieri literare utopice. O utopie este o comunitate sau o societate care posedă calități extrem de dorite sau perfecte. Este o temă literară obișnuită, în special în ficțiunea speculativă și în științifico-fantastic . 

## Înainte de secolul al XVI-lea
Cuvântul "utopia" a fost inventat din limba greacă  de către Sir Thomas More pentru cartea sa din 1516, Utopia, dar genul are rădăcini datând încă din antichitate. 
- Republica (aproximativ 370-360 î.Hr.) de Platon - Una dintre primele concepții despre o utopie. [1] [2]
- Legile (360 î.Hr.) de Platon[3]
- Republica (aproximativ 300 î.Hr.) de Zeno din Kition, o societate ideală bazată pe principiile stoicismului .
- Istoria sacră (circa 300 î.Hr.) de Euhemerus - descrie paradisul insulei rațiunii Panchaea [4]
- Insulele Soarelui (aproximativ 165-50 î.Hr.) de Iambulus - roman utopic care descrie trăsăturile și locuitorii insulei titulare[5]
- Viața lui Lycurgus (circa 100 î.Hr.) de către Plutarh [2]
- Tao Hua Yuan  (421 CE) de către Tao Yuanming [6]
- Orașul virtuos (Al-Madina al-Fadila) de Al-Farabi (874-950) - O poveste despre Medina ca o societate ideală condusă de profetul Mohamed [7]
- Cartea cetății doamnelor (1404) de Christine de Pizan - cea mai veche lucrare europeană despre istoria femeii scrisă de către o femeie [8] și care despre un oraș utopic construit exclusiv de femei.

## Secolele XVI-XVII
- Utopia (1516) de Thomas More . [2] [9]
- Wolfaria (1521) de către Johann Eberlin von Günzburg - o utopie luterană care a impus pedepse dure asupra păcătoșilor [10]
- La Città felice (1553) de Francesco Patrizi [11]
- A Work touching the Good Ordering of a Common Weal (1559) de Joannes Ferrarius Montanus [10]
- Siuqila: prea bine să fii adevărat (1580) de Thomas Lupton [12]
- La Citta del Sole (ulterior publicată sub numele de Civitas solis) (1602) de Tommaso Campanella [12]
- Il Belluzzi, o vero della citta felice (1615) de Lodovico Zuccolo [12]
- Histoire du Grand et admirabila Royaume d'Antangil (1616) atribuită lui Jean de Moncy - descrierea detaliată a ordinii insulei Antangil, cu o republică clasică și mai multe verificări asupra puterii [politice][10] [13]
- Christianopolis (Reipublicae Christianopolitanae descriptio) (1619) de Johann Valentin Andreae [2] [12]
- Cetatea Soarelui (1623) de Tommaso Campanella - prezintă o societate teocratică și egalitară. [2]
- La Repubblica d'Evandria (1625) de Lodovico Zuccolo [12]
- New Atlantis (1627) de Sir Francis Bacon [12] [14]
- The Man in the Moone (1638) de Francis Godwin [2] [12]
- O descriere a Regatului celebru al lui Macaria (1641) de Samuel Hartlib [2]
- Marcaria (1641) de Gabriel Plattes [12]
- Nova Solyma (1648) de Samuel Gott [2]
- The Law of Freedom in a Platform (1652) a lui Gerrard Winstanley - o viziune comunistă radicală a unei stări ideale [2] [12]
- Gargantua și Pantagruel (aproximativ 1653-1694) de François Rabelais [2] [12]
- The Commonwealth of Oceana (1656) de James Harrington - o republică utopică constituționalistă în care o alocare echilibrată a terenurilor a asigurat un guvern echilibrat [2] [12]
- Istoria comică a statelor și imperiile Lunii (Histoire Comique Contenant les Etats et Imperii de la Lune) (1657) de Cyrano de Bergerac [2]
- The Blazing World(1666) de Margaret Cavendish - descrie o societate utopică într-o poveste care amestecă science-fiction, aventura și autobiografia.[2]
- The Isle of Pines  (1668) de Henry Neville -Cinci persoane naufragiate pe o insulă idilică din emisfera sudică. [15]
- The History of the Sevarites or Sevarambi (1675) de Denis Vairasse [2]
- La Terre Australe connue (1676) de Gabriel de Foigny [2]
- Sinapia (1682) [10] [16]
- The Adventures of Telemachus (1699) de Francois de Salignac de la Mothe Fenelon [2]

## Secolul al XVIII-lea
- Robinson Crusoe (1719) de Daniel Defoe [2] [17]
- Călătoriile lui Gulliver (1726) de Jonathan Swift [2]
- Aventurile lui Sig. Gaudentio di Lucca (1737) de Simon Berington [2]
- Viața și aventurile lui Peter Wilkins (1751) de Robert Paltock [2]
- A General Idea of the College of Mirania (1753) de William Smith - descrie un sistem educațional eutopian. Aceasta este cea mai timpurie utopie cunoscută publicată în Statele Unite.[18]
- A Vindication of Natural Society(1756) de Edmund Burke [2]
- Rasselas (1759) de Samuel Johnson [2]
- Millenium Hall (1762) de Sarah Scott [2]
- An Account of the First Settlement ... of the Cessares (1764) de James Burgh [2]
- L'An 2440, rêve s'il en fut jamais (1771) de Louis-Sébastien Mercier [2]
- Supplément au voyage de Bougainville (1772) de Denis Diderot - Un set de dialoguri filosofice scrise de Denis Diderot, inspirate de Voyage autour du monde de Louis Antoine de Bougainville. Diderot prezintă descrierile lui Bougainville despre Tahiti ca pe o utopie, în contrast cu cultura europeană.[19]
- Enquiry Concerning Political Justice - Ancheta privind justiția politică (1793) de William Godwin [2]
- Description of Spensonia (1795) de Thomas Spence [2]

## Secolul al XIX-lea
- Teoria celor patru mișcări (1808) de Charles Fourier [2]
- The Empire of the Nairs (1811) de James Henry Lawrence[2]
- Călătoria către Icaria (1842) de Étienne Cabet - Inspirat de mișcarea Icarilor [20] [21]
- Frați și surori (în suedeză Syskonlif; 1848) de Fredrika Bremer [22]
- Vril, puterea rasei viitoare (1871) de Edward Bulwer-Lytton este un roman utopic cu o societate cooperativă superioară subterană.[2]
- Erewhon (1872) de Samuel Butler - roman utopic satiric cu elemente distopice stabilite în Alpii de Sud, Noua Zeelandă.
- Mizora, (1880-81) de Mary E. Bradley Lane

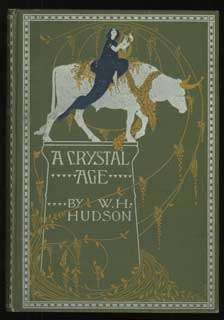
A Crystal Age, de W.H. Hudson (coperta ediției din 1906)

- A Crystal Age (1887), de W.H. Hudson - Un ornitolog și botanist amator cade într-o crăpătură și se trezește cu veacuri mai târziu, într-o lume în care oamenii trăiesc în familii, în armonie unul cu celălalt și cu animalele; dar, în această lume reproducerea, emoțiile și caracteristicile sexuale secundare sunt reprimate, cu excepția bărbaților și femelelor alfa. [23]
- Looking Backward (1888) de Edward Bellamy [24]
- Freeland (1890) de Theodor Hertzka
- Gloriana, sau Revoluția din 1900 (1890) de Lady Florence Dixie - Protagonistul feminin se dă drept bărbat, Hector l'Estrange, acesta este ales în Camera Comunelor și obține dreptul de vot al femeilor. Cartea se încheie în anul 1999, cu o descriere a unei țări prospere și pașnice, guvernată de femei. [25]
- Noutăți din Nicăieri (1892) de William Morris - "Nowhere - Nicăieri" este un loc fără politică, o societate viitoare bazată pe proprietatea comună și controlul democratic al mijloacelor de producție. [26]
- 2894 sau The Fossil Man (1894) de Walter Browne
- Un călător pentru Altruria - A Traveler from Altruria (1894) de William Dean Howells
- Equality - Egalitate (1897) de Edward Bellamy
- Der Zukunftsstaat: Produktion und Konsum im Sozialstaat - Statul viitor: producția și consumul în statul socialist. (1898) de Kārlis Balodis - a adoptat pseudonimul Ballod-Atlanticus din cartea lui Bacon Nova Atlantis (1627)

## Secolele XX-XXI
- NEQUA sau The Problem of the Ages de Jack Adams - Un roman feminist science fiction utopic tipărit în Topeka, Kansas în 1900.
- A Modern Utopia - Utopia modernă (1905) de HG Wells - O utopie imaginară, progresivă la scară planetară în care mediul social și tehnologic se află într-o continuă îmbunătățire, un stat mondial deține toate sursele terestre și toată puterea, constrângere pozitivă și munca fizică este eliminată, libertatea generală este asigurată și o ordine deschisă, voluntară a regulilor "samuraiului". [27]
- The Millennium: A Comedy of the Year 2000 - Mileniul: o comedie a anului 2000 de Upton Sinclair. Un roman în care capitalismul își găsește zenitul cu construcția Palatului de Plăceri. În timpul marii deschideri, o explozie ucide toată lumea de pe planetă, cu excepția a unsprezece persoane din Palatul de Plăceri. Supraviețuitorii se luptă să-și reconstruiască viața prin crearea unei societăți capitaliste. După ce eșuează, ei creează o societate utopică de succes "Cooperative Commonwealth" și trăiesc fericit pentru totdeauna după aceea.[28]
- Herland (1915) de Charlotte Perkins Gilman - O societate izolată a femeilor care se reproduc asexuat a stabilit un stat ideal care respectă educația, un stat fără război și fără planuri de dominație.
- The New Moon: A Romance of Reconstruction (1918) de Oliver Onions [29]
- The Islands of Wisdom - Insulele înțelepciunii (1922) de Alexander Moszkowski - În roman sunt explorate diverse insule utopice și distopice care încorporează idei social-politice ale filosofiei europene. Filosofiile sunt duse la extrem pentru absurditățile lor atunci când sunt puse în practică. De asemenea, dispune de o "insulă de tehnologie" care anticipează telefoanele mobile, energia nucleară, o limbă scurtă concentrată de comunicare care salvează timpul de discuție și o mecanizare profundă a vieții.
- Men Like Gods (1923) de H.G. Wells - Bărbați și femei într-un univers alternativ fără guvern mondial într-o perfectă stare de anarhie ("Educația noastră este guvernul nostru", spune un utopic pe nume Lion[30]) sectele religioase, ca și politicile, au murit, iar cercetarea științifică avansată înflorește; viața este guvernată de "Cinci Principii ale Libertății", care sunt intimitatea, libertatea de mișcare, cunoașterea nelimitată, veridicitatea și libertatea de a discuta și a critica.
- Război cu salamandrele (1936) de Karel Čapek - roman științifico-fantastic satiric.
- For Us, The Living: A Comedy of Customs (1938, publicată în 2003) de Robert A. Heinlein - Un roman utopic futurist care explică opiniile practice despre iubire, libertate, conducere, guvern și economie.
- Islandia (1942) de Austin Tappan Wright - O insulă imaginară în emisfera sudică, o utopie care conține multe elemente arcadiene, inclusiv o politică de izolare față de lumea exterioară și o respingere a industrializării.
- Walden Two (1948) de B. F. Skinner - O comunitate în care fiecare aspect al vieții este supus unei testări științifice riguroase. Un profesor și colegii săi pun la îndoială eficacitatea comunității începută de un om excentric pe nume T.E. Frazier.
- Sfârșitul copilăriei (1954) de Arthur C. Clarke - Ființe extraterestre ghidează omenirea spre o societate mai productivă și mai avansată din punct de vedere tehnologic, permițând oamenilor să își extindă capacitățile mentale.
- Island (1962) de Aldous Huxley - Prezintă povestea lui Will Farnaby, un jurnalist cinic, care naufragiază pe insula fictivă Pala unde întâlnește o cultură și tradiții unice care creează o societate utopică.
- Eutopia (1967) de Poul Anderson
- Ecotopia : The Notebooks and Reports of William Westo (1975) de Ernest Callenbach - Utopie ecologică în care Pacificul de Nord-Vest s-a separat de uniune pentru a înființa o nouă societate.[31]
- Woman on the Edge of Time - Femeia de la marginea timpului (1976) de Marge Piercy - Povestea unei femei de vârstă mijlocie, hispanică, care are viziuni asupra a două viitoruri alternative, unul utopic și celălalt distopic.[32]
- The Probability Broach (1980) de L. Neil Smith - Utopie libertariană sau anarhică [33]
- Voyage from Yesteryear (1982) de James P. Hogan - O economie post-deficit în care banii și posesiunile materiale sunt lipsite de sens. [34]
- Always Coming Home (1985) de Ursula K. Le Guin - O combinație de antropologie fictivă și ficțiune despre o societate din California în viitorul îndepărtat.
- Seria Culture (1987-2012) de Iain M. Banks - O serie de romane din și în jurul Culturii, o societate anarhistă utopică multi-planetară.
- Pacific Edge (1990) de Kim Stanley Robinson - Amplasat în El Modena, California în 2065, povestea descrie un proces de transformare de la sfârșitul secolului al XX-lea într-un viitor ecologic sănătos. [35]
- The Fifth Sacred Thing (1993) de Starhawk - Un roman post-apocaliptic reprezentând două societăți, o economie durabilă bazată pe justiție socială și vecina sa, o teocrație militaristă și intolerantă.
- 3001: Odiseea finală (1997) de Arthur C. Clarke - descrie societatea umană în 3001 așa cum o vede un astronaut înghețat timp de o mie de ani.
- Aria (2001-2008) de Kozue Amano - O serie manga si anime, care are loc pe versiunea terraformată a planetei Marte în secolul al 24-lea. Principalul personaj, Akari, este un gondolier stagiar care lucrează în orașul Noua-Veneție, bazat pe Veneția modernă.
- Manna (2003) de Marshall Brain - eseu care explorează mai multe probleme în tehnologia informației moderne și interfețele utilizatorilor, inclusiv unele din jurul transumanismului. Unele dintre previziunile sale, cum ar fi proliferarea automatizării și inteligența artificială în industria fast-food-ului, devin adevărate ani mai târziu. A doua jumătate a cărții descrie o societate utopică perfectă. [36]